# Parafia św. Maksymiliana Kolbego w Bydgoszczy
Parafia pw. Świętego Maksymiliana Kolbego w Bydgoszczy – rzymskokatolicka parafia w Bydgoszczy, erygowana w 1981 roku. Należy do dekanatu Bydgoszcz I, w diecezji bydgoskiej, będącej częścią metropolii gnieźnieńskiej. Administracyjnie parafia należy do Osowej Góry będącej częścią miasta Bydgoszczy w województwie kujawsko-pomorskim.

## Historia
W 1972 na osiedlu powstała kaplica pw. bł. Maksymiliana Marii Kolbego, jednak już w następnym roku została zamknięta przez władze komunistyczne (proboszcz za próby rozbudowy kaplicy został nawet skazany). Dopiero w 1981 wspólnota otrzymała pozwolenie na budowę kościoła i tego samego roku kard. Stefan Wyszyński oficjalnie erygował parafię. Konsekracji kościoła dokonał dziesięć lat później prymas kard. Józef Glemp.

## Proboszczowie
- 1972–2008 – śp. ks. kan. Kazimierz Kamiński
- 2008–2013 – ks. dr Mirosław Kiedzik
- od 2013 r. – ks. dr Tomasz Kalociński[1]

## Galeria

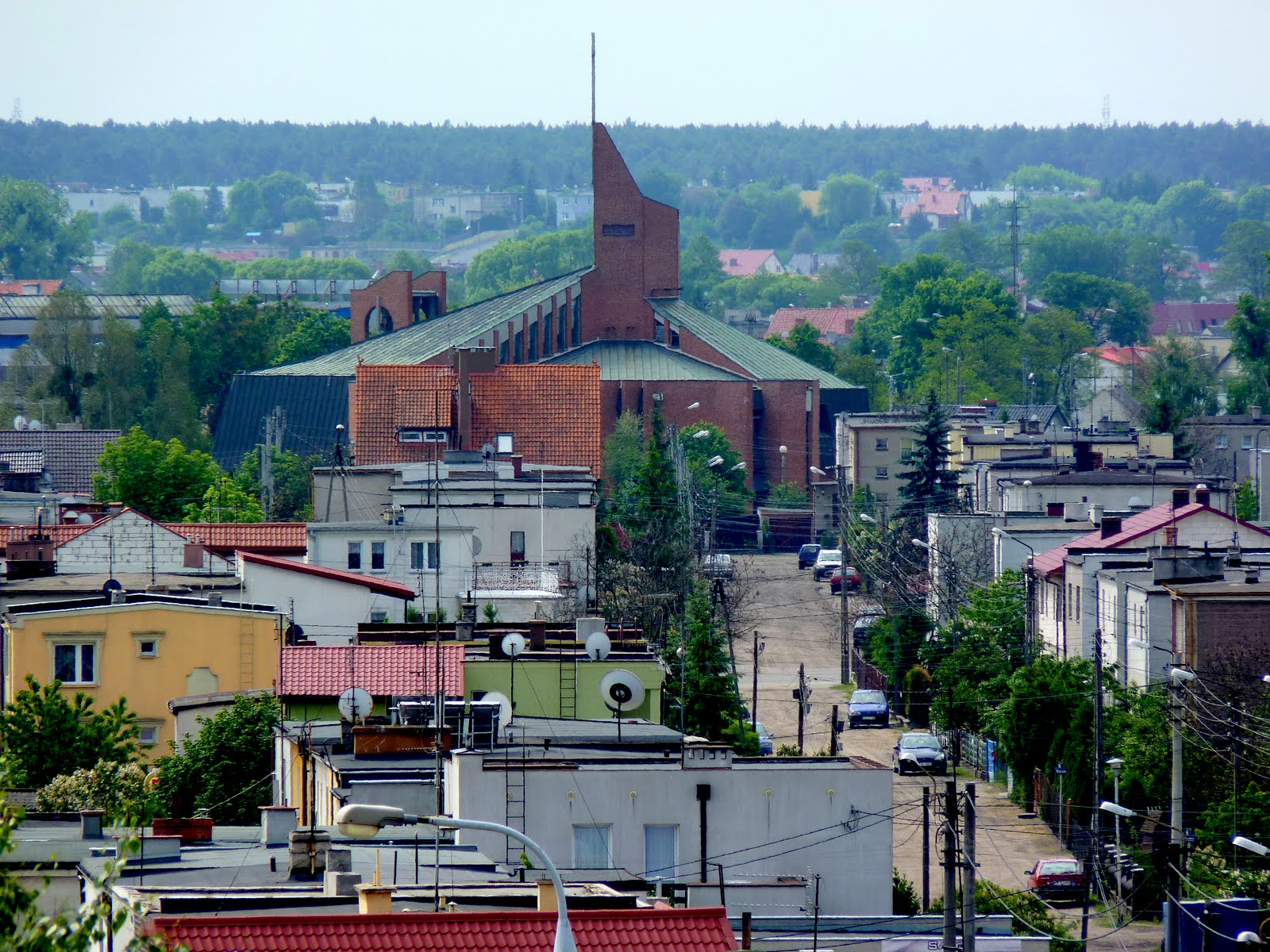
Widok kościoła z Górnego Tarasu
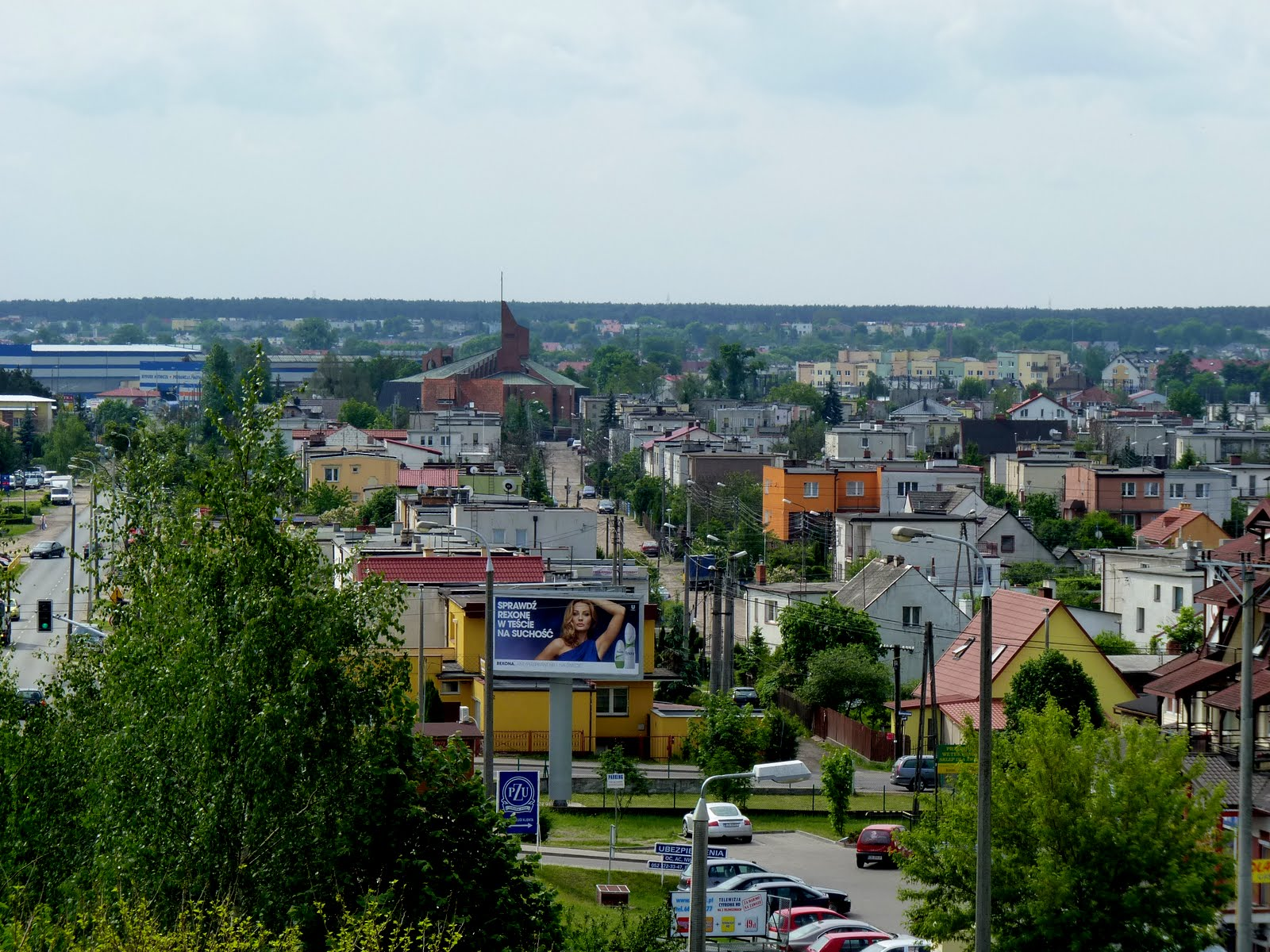
Kościół widoczny w tle
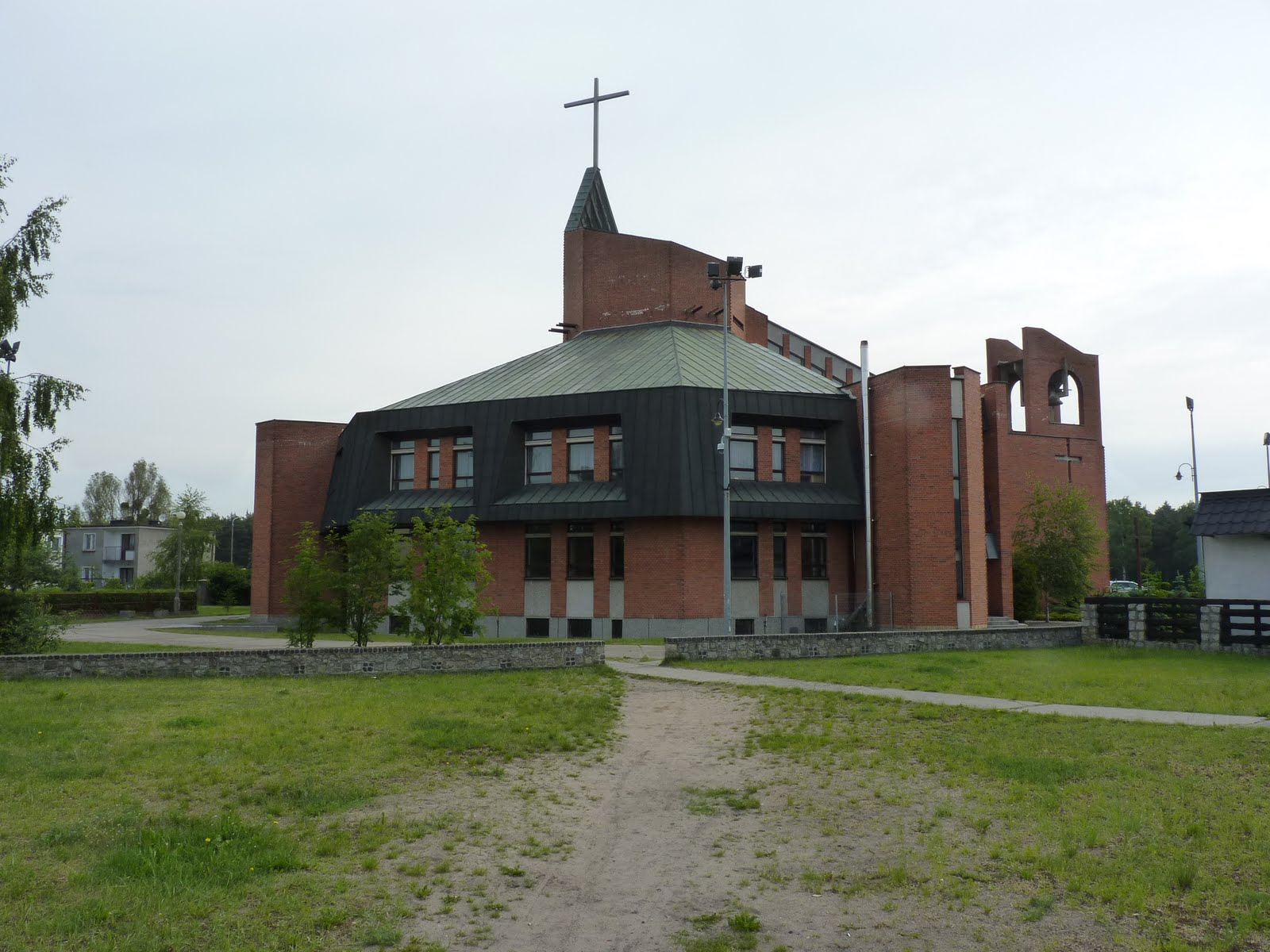
Widok z ul. Kolbego (z prawej strony)
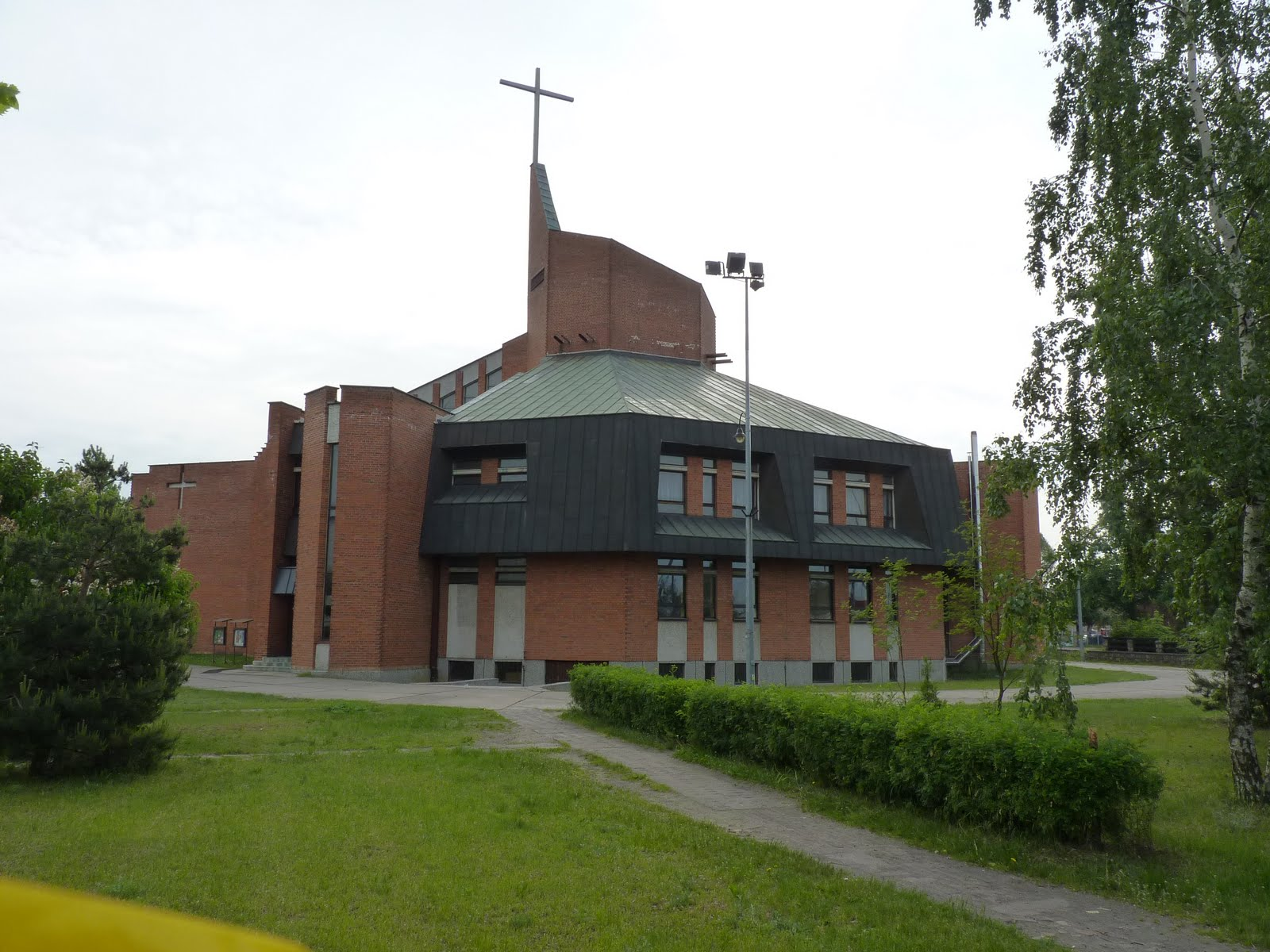
Widok z ul. Kolbego (z lewej strony)
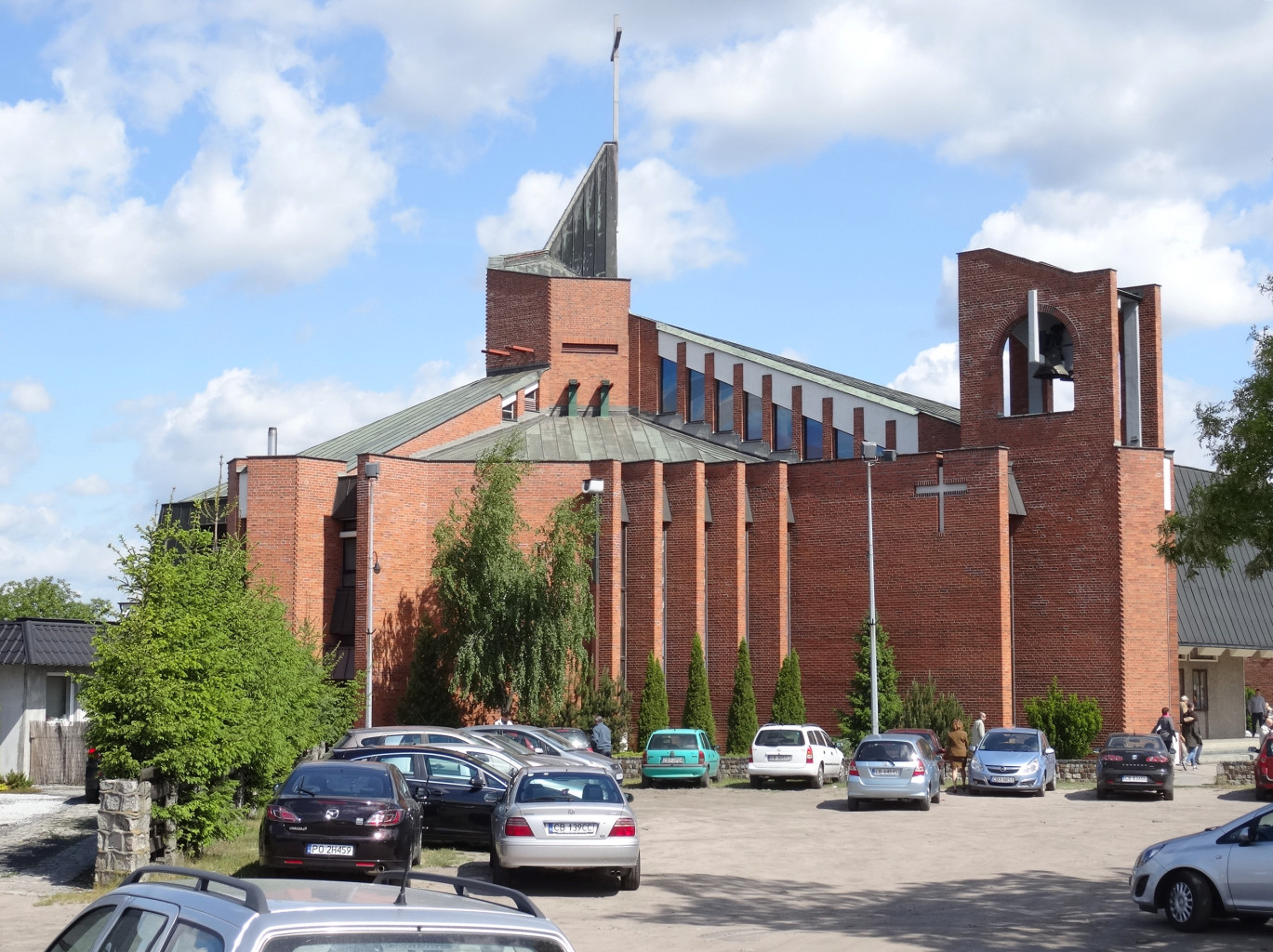
Widok z ul. Kolibrowej
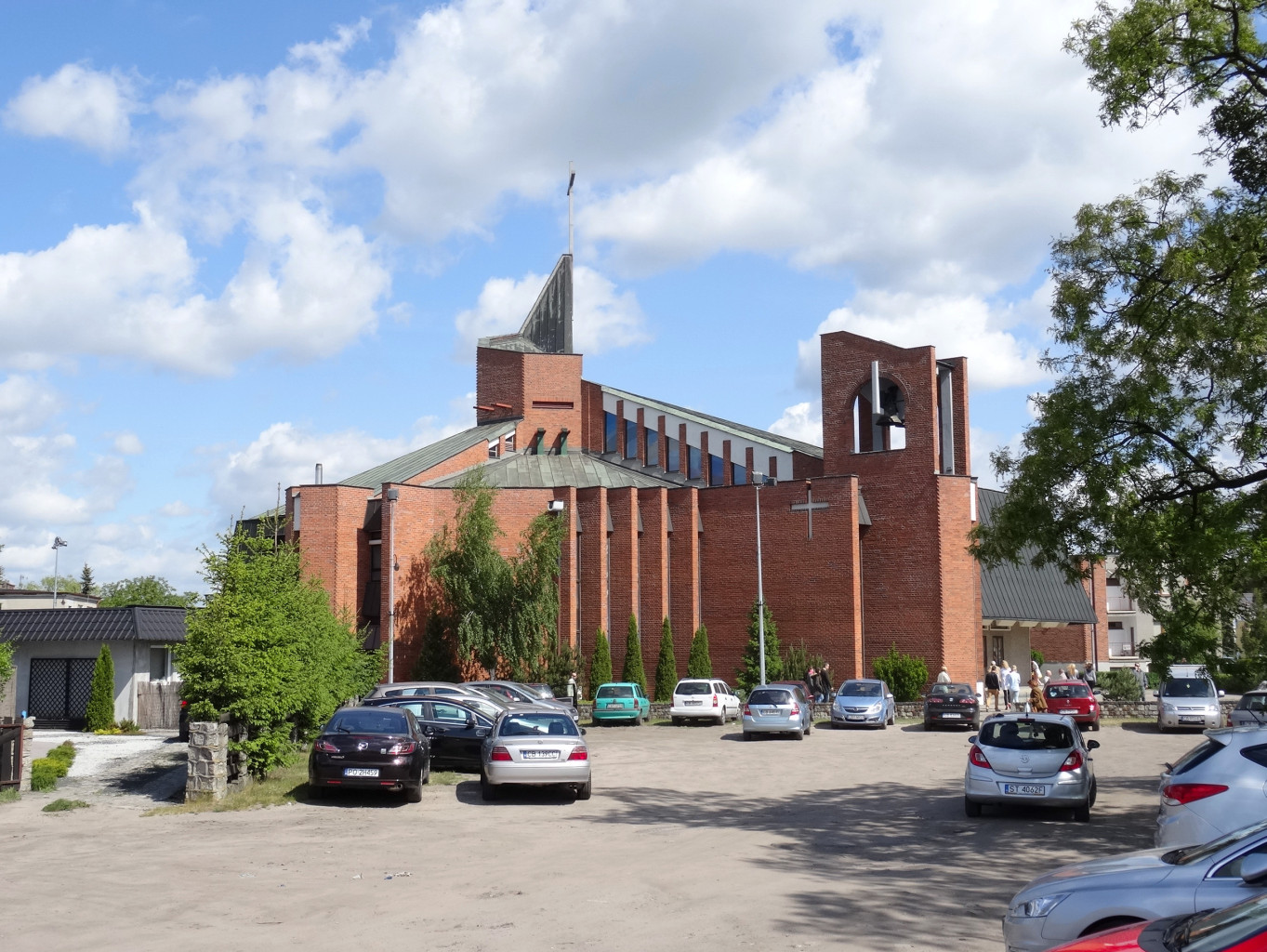
Parking kościoła
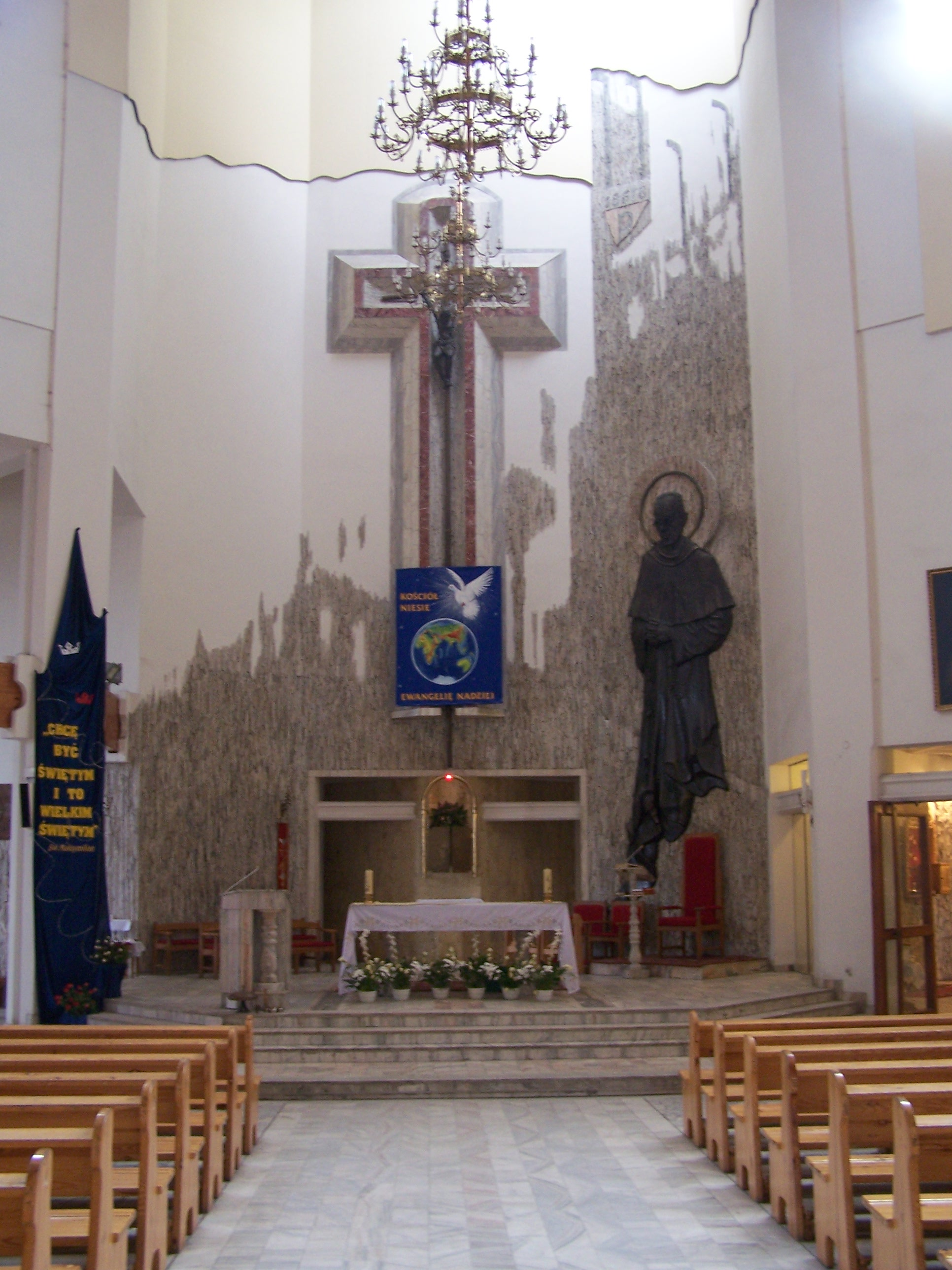
Ołtarz
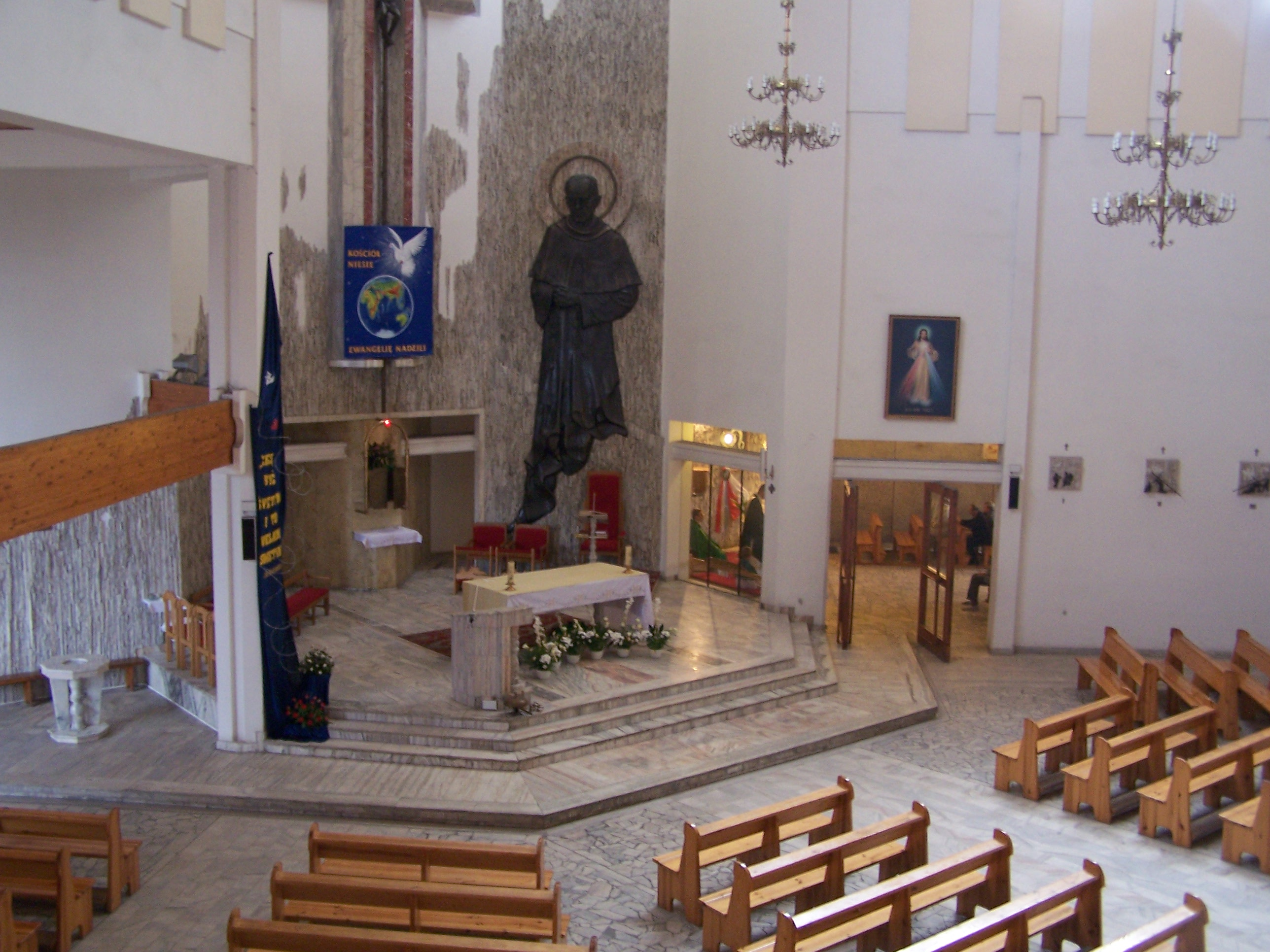
Widok ołtarza od boku

## Cmentarz katolicki św. Maksymiliana Kolbe w Bydgoszczy
Cmentarz znajduje się ok. 1,3 km na zachód od granic administracyjnych Bydgoszczy, w miejscowości Osówiec, w gminie Sicienko.
Powstanie cmentarza wiąże się z erygowaniem w 1981 r. parafii św. Maksymiliana Kolbego na Osowej Górze. Ks. proboszcz Kazimierz Kamiński w 1985 r. wybrał lokalizację dla cmentarza parafialnego na terenie położonym w gminie Sicienko, tuż za granicą administracyjną Bydgoszczy. 15 listopada 1987 r. poświęcono krzyż na cmentarzu i rozpoczęto pochówki, a w 1990 r. wzniesiono dom przedpogrzebowy (kostnicę). W marcu 2004 r. północną część cmentarza wydzielono dla potrzeb drugiej parafii katolickiej na Osowej Górze pw. Wniebowstąpienia Pańskiego. Cmentarz posiada powierzchnię 5 ha.
Na cmentarzu pochowany jest m.in. Józef Grubczyński (1895–2001) – uczestnik I wojny światowej, powstaniec wielkopolski, uczestnik wojny polsko-bolszewickiej 1919–1920, żołnierz armii gen. Stanisława Maczka, a także żołnierze AK (Jan Mścichowski, Piotr Talmont) oraz prof. Bogdan Romański (1930–2000) – założyciel Polskiego Towarzystwa Alergologicznego i jego prezes w latach 1982–1988.